# Ка Палаци (Тревизо)
Ка Палаци је насеље у Италији у округу Тревизо, региону Венето.
Према процени из 2011. у насељу је живело 20 становника. Насеље се налази на надморској висини од 5 м.